# Оолітова порода
Оолітова порода (рос. оолитовая порода; англ. oolitic rock; нім. oolitisches Gestein n) — гірська порода, яка складається з оолітів і цементуючої речовини. До цієї групи належать деякі карбонатні породи — оолітові вапняки і доломіти, а також частина залізних і манґанових руд (оолітові гідроґетити, бурі залізняки, оолітові лептохлоритові або гідроґетит-лептохлоритові руди, оолітові псиломелан-піролюзитові руди, деякі боксити.